# Гарняно
Гарня̀но (на италиански: Gargnano, на източноломбардски: Gargnà, Гарня) е малко градче и община в Северна Италия, провинция Бреша, регион Ломбардия. Разположено е на 98 m надморска височина, на западния бряг на езеро Гарда. Населението на общината е 3054 души (към 2011 г.).